# C/2012 S3 (PANSTARRS)
C/2012 S3 (PANSTARRS) — одна з гіперболічних комет. Ця комета була відкрита 27 вересня 2012 року; вона мала 20.2m на час відкриття.